# کایل کاتلت
کایل کاتلت (انگلیسی: Kyle Catlett؛ زادهٔ ۱۶ نوامبر ۲۰۰۲) هنرپیشه اهل ایالات متحده آمریکا است.
از فیلم‌ها یا برنامه‌های تلویزیونی که وی در آن نقش داشته‌است می‌توان به تی.اس اسپیوت جوان و شگرف، پیروی، پارتیزان و پولترگایست اشاره کرد.